# Birket-Femø Pastorat
Birket-Femø Pastorat er et pastorat i Folkekirken, og omfatter to sogne i Lolland Vestre Provsti: Birket Sogn og Femø Sogn. I sognene ligger Birket Kirke og Femø Kirke. Birket Sogn har 4-5 gange så mange indbyggere og folkekirkemedlemmer som Femø Sogn.